# Le due sorelle (film 1950)
Le due sorelle è un film del 1950 diretto da Mario Volpe.

## Trama
Il giovane marchese Enrico seduce la figlia di un contadino e poi la lascia mentre è incinta di suo figlio. Diversi anni dopo torna e seduce la sorella minore della ragazza.

## Produzione
Il film è ascrivibile al filone dei melodrammi sentimentali, comunemente detto strappalacrime, molto popolare tra il pubblico italiano negli anni del secondo dopoguerra (1945-1955), poi ribattezzato dalla critica con il termine neorealismo d'appendice.
Le scene esterne sono state girate a Matera, dove il film è ambientato, mentre gli interni furono realizzati presso gli stabilimenti del S.A.F.A. Palatino a Roma.

## Accoglienza
Il film incassò 110.000.000 di lire dell'epoca.